# Sainte-Florence, Vendée
Sainte-Florence är en kommun i departementet Vendée i regionen Pays de la Loire i västra Frankrike. Kommunen ligger i kantonen Les Essarts som tillhör arrondissementet La Roche-sur-Yon. År 2022 hade Sainte-Florence 1 338 invånare.
Den uppgick 1 januari 2016 i den nya kommunen Essarts-en-Bocage.

## Befolkningsutveckling
Antalet invånare i kommunen Sainte-Florence
| Referens: INSEE |